# Cal Tjader
Callen Radcliffe Tjader Jr. (San Luis, Misuri, Estados Unidos, 16 de julio de 1925 - Manila, Filipinas, 5 de mayo de 1982), conocido como Cal Tjader, fue un vibrafonista y compositor estadounidense que llegó a ser el más famoso líder de una banda de jazz afrocubano que no era de origen latino. Intérprete inicialmente de bop y de cool, su evolución musical lo llevó a especializarse en la fusión del jazz con la música cubana. Tocaba también la batería y los bongós.

## Biografía esencial
De origen sueco, e hijo de un director musical y productor de vodevil y de una pianista, Tjader creció en medio de un ambiente musical y teatral, llegando a recibir clases de baile durante un breve periodo de tiempo. Estudió en el San Francisco State College, donde se inició en el estudio de la batería bajo la supervisión de Walter Lawrence. A finales de los años 40 empezó a tocar la batería en pequeños grupos musicales de California. Inmediatamente, pasó a formar parte del trío de Dave Brubeck, con quien grabó varios discos, como batería (1949-1951). En 1953 se unió al grupo de George Shearing como vibrafonista y percusionista. Aunque su estancia con el pianista ciego no duró mucho, fue precisamente durante su estancia en el grupo cuando Tjader se enamoró de la música latina. Cuando dejó este conjunto, al año siguiente, formó su propia banda, que precisamente enfatizó el elemento latino, aunque también tocaba jazz tradicional.
Tjader grabó una serie de álbumes, principalmente de jazz afrocubano, para Fantasy desde mitad de los 50 hasta principios de los 60, cuando cambió a Verve. Ahí, bajo la dirección de Creed Taylor, expandió su paleta estilística y tuvo la oportunidad de colaborar con artistas como Lalo Schifrin, Anita O'Day, Kenny Burrell y Donald Byrd. Durante ese tiempo tuvo un éxito en las listas con "Soul Sauce", una versión del tema de Dizzy Gillespie y Chano Pozo "Guachi guaro" y grabó uno de sus mejores álbumes, Cal Tjader Plays the Contemporary Music of Mexico and Brasil (1962). En 1968 creó, junto a Gábor Szabó y Gary McFarland, el sello Skye Records, un proyecto que solo duró dos años. Tjader regresó a Fantasy en los 70, compañía con la que grabó otro de sus mejores discos, Tambu (1973), en colaboración con el guitarrista acústico Charlie Byrd, llamado el embajador de la música brasileña en Estados Unidos y que en esta ocasión tocó excepcionalmente la guitarra eléctrica. En 1979 volvió a cambiar de compañía, en este caso a Concord, en la que permaneció hasta su muerte.
Otros músicos con los que trabajó fueron Eddie Palmieri, Vince Guaraldi, Charlie Palmieri, Tito Puente, Hermeto Pascoal, Laurindo Almeida, Attila Zoller, Ray Barretto, Mongo Santamaría, Clare Fischer, Stan Getz, Carmen McRae y Airto Moreira, entre otros.

## Discografía

### Álbumes de Cal Tjader
- Vibrations (Savoy, 1951)
- Cal Tjader: Vibist (Savoy, 1953)
- Cal Tjader, Vol. 1 (Savoy, 1953)
- The Cal Tjader Trio (Fantasy, 1953)
- Tjader Plays Mambo (Fantasy/Original Jazz Classics, 1954)
- Mambo with Tjader (Fantasy/OJC, 1954)
- Tjader Plays Tjazz (Fantasy/OJC, 1954)
- Plays Afro-Cuban (Fantasy, 1954)
- Cal Tjader Quartet (Fantasy/OJC, 1956)
- The Cal Tjader Quartet (Fantasy, 1956)
- Latin Kick (Fantasy/OJC, 1956)
- The Cal Tjader Quintet (Fantasy, 1956)
- Jazz at the Blackhawk (Fantasy/OJC, 1957) (en directo)
- Más ritmo caliente	(Fantasy, 1957)
- Cal Tjader (Fantasy, 1957)
- The Cal Tjader-Stan Getz Sextet (Fantasy, 1958) (con Stan Getz)
- Cal Tjader's Latin Concert (Fantasy/OJC, 1958) (falso directo: grabado sin público, simula que se trata de un concierto real)
- Latin for Lovers With Strings (Fantasy, 1958)
- San Francisco Moods (Fantasy, 1958)
- Concert by the Sea, Vol. 1 (Fantasy, 1959) (en directo)
- Concert by the Sea, Vol. 2 (Fantasy, 1959) (en directo)
- Monterey Concerts (Prestige, 1959) (en directo)
- Cal Tjader Goes Latin (Fantasy, 1959)
- Live and Direct (Fantasy, 1959)
- Night at the Black Hawk (Fantasy/OJC, 1959) (en directo)
- West Side Story (Fantasy, 1960)
- Concert on the Campus (OJC, 1960)
- Demasado caliente (Fantasy, 1960)
- Latino (Fantasy, 1960)
- In a Latin Bag (Verve, 1961)
- Cal Tjader Plays Harold Arlen (OJC, 1961)
- Cal Tjader Plays, Mary Stallings Sings (OJC, 1961)
- The Cal Tjader Quartet (Fantasy, 1961)
- Saturday Night: Sunday Night at the Black Hawk, San Francisco (Verve, 1962) (en directo)
- Cal Tjader Plays the Contemporary Music of Mexico and Brasil (Verve, 1962)
- Cal Tjader Live and Direct (Fantasy, 1962)
- The Cal Tjader Quartet (Fantasy, 1962)
- Time For Two (Verve, 1962) (con Anita O'Day)
- Sona libre (Verve, 1963)
- Several Shades of Jade (Verve, 1963)
- Breeze from the East (Verve, 1963)
- Soul Sauce (Verve, 1964)
- Warm Wave (Verve, 1964)
- Soul Bird: Whiffenpoof (Verve, 1965)
- Soul Burst (Verve, 1966)
- El sonido nuevo: The New Soul Sound (Verve, 1966) (con Eddie Palmieri)
- Latin for Dancers (Fantasy, 1966)
- Along Comes Cal (Verve, 1967)
- Hip Vibrations (Verve, 1967)
- Plugs In (Skye, 1969)
- Sounds Out Burt Bacharach (Skye, 1969)
- The Prophet (Verve, 1969)
- Bamboléate (Tico) (con Eddie Palmieri)
- Live at the Funky Quarters (Fantasy, 1970)
- Primo (Fantasy/OJC, 1970)
- Descarga (Fantasy, 1971)
- Tambu (Original Jazz Classics, 1973) (con Charlie Byrd)
- Puttin' It Together (Fantasy, 1975)
- Amazonas (OJC, 1975)
- Grace Cathedral Concert (Fantasy, 1976)
- Guarabe (Fantasy, 1976)
- Here (Fantasy, 1977)
- Breathe Easy (Fantasy, 1977)
- Tjader (Fantasy, 1978)
- La Onda Va Bien (Concord Picante, 1979) - Ganador del premio Grammy a la mejor grabación latina en 1981
- Gózame! Pero ya (Concord Picante, 1980)
- The Shining Sea (Concord Picante, 1981)
- A fuego vivo (Concord Picante, 1981)
- Heat Wave (Concord Jazz, 1982) (con Carmen McRae)
- Good Vibes (Concord Jazz 1984)
- Latin + Jazz = Cal Tjader (DCC, 1990)
- Huracán (Laserlight, 1990)
- Agua Dulce (Fantasy, 1991)
- Last Night When We Were Young (Fantasy, 1991)
- Solar Heat (DCC, 1995)
- Talkin' Verve (Verve, 1996)
- Concerts in the Sun (Fantasy, 2002) (en directo)
- Cuban Fantasy (Fantasy, 2003)
- Cal Tjader Live At The Monterey Jazz Festival 1958-1980 (Concord, 2008) (en directo)

### Álbumes de homenaje
- Louie Ramírez: Tribute to Cal Tjader (Caimán, 1986)
- Poncho Sánchez: Soul Sauce: Memories of Cal Tjader (Concord, 1995)
- Paquito D'Rivera and his Latin Jazz Ensemble with Louie Ramírez: A Tribute to Cal Tjader (Yemayá, 2003)